# 결정 이론

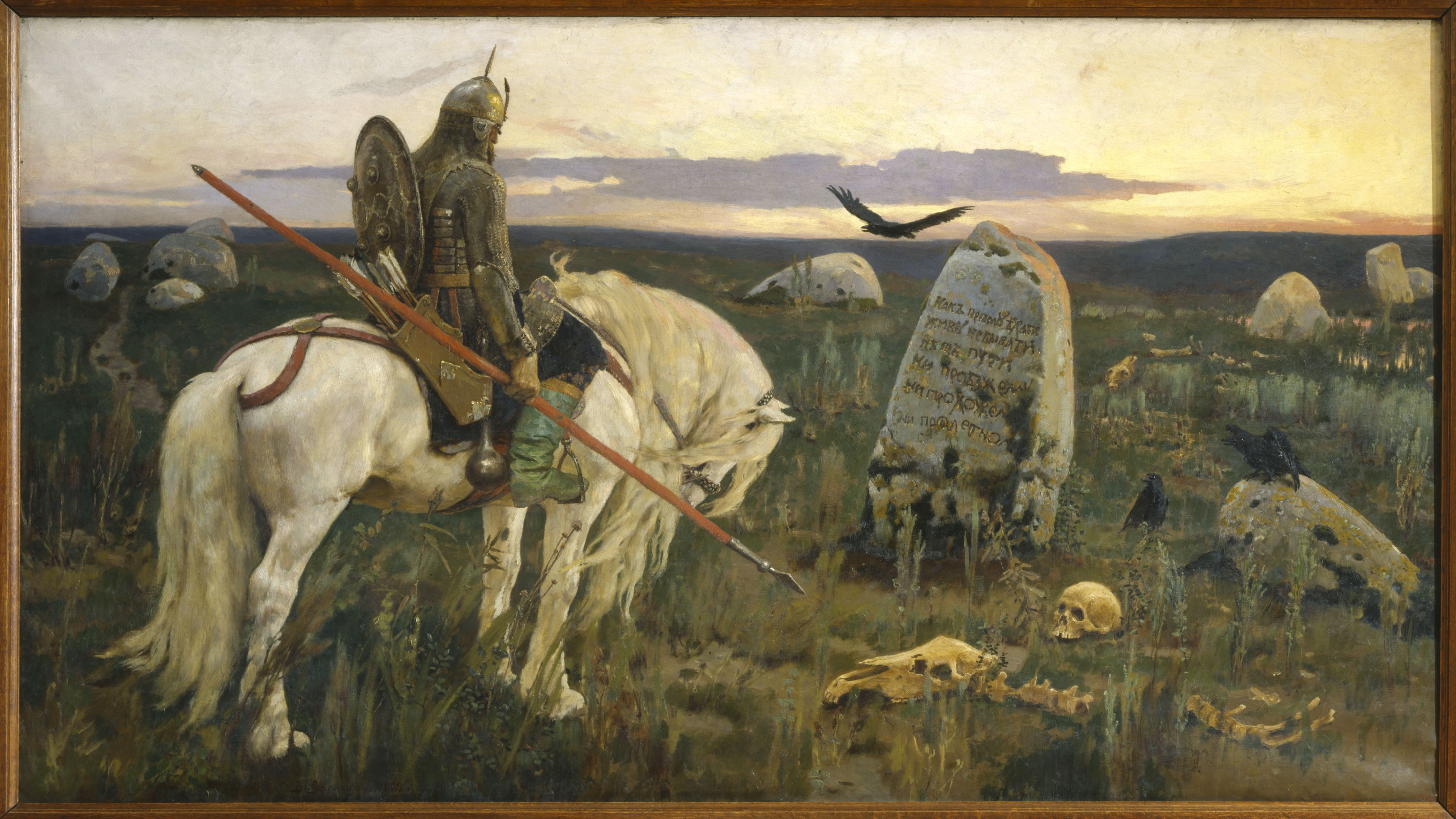

결정이론(決定理論, decision theory) 혹은 통계적 결정이론은 수학적, 통계학적으로 불확실한 가운데 어떤 가치와 이에 관련된 결정문제들을 밝혀내어 합리적인 최적의 결정을 내리는 방법에 대한 이론이다. 결정이론에서는 대안들의 가치에 대해 어떤 평가를 내리게 되며 판단확률로 양적 가치를 매기게 된다. 동시에 이 대안의 결정을 통해 초래되는 결과의 가치를 평가하여 효용을 알아낸다. 그 다음 결정주체는 판단확률에 의한 효용의 기대치를 결정하고 기대효용 최대화(Maximum Expected Utility, MEU)가 되도록 결정한다. 이러한 이론을 통해 내린 결정은 불확실성 안에서 가장 합리적이고 적절한 결정이 될 수 있다고 추정한다.

## 관련이론

### 규범적 결정이론과 기술적 결정이론
대부분의 결정이론은 규범적이거나 아니면 기술적인 결정이론이다. 또한 이성적인 판단을 하는 결정자를 가정하고 있다. 기술적이며 실증적인 접근 방법으로 실용적인 활용을 하는 것을 결정분석이라고 한다.

### 통계적 결정이론
여러 가지 통계학 이론과 방법론들을 사용해서 결정을 내리기 위한 증거와 위험도를 분석하여 결정을 돕는다. 제1종오류, 제2종오류의 확률, 비용, 기대치를 분석하여 결정을 보다 이성적으로 수행할 수 있도록 한다.

## 같이 보기
- 게임이론
- 주관적 기대효용

## 참고서적
- 통계적 결정이론의 기초, 이승수 저, 자유아카데미, 2007년, ISBN-13:9788973386574
- Hansson, Sven Ove, "Decision Theory: A Brief Introduction".